# Sant Agustí Vell
Sant Agustí Vell (vollständiger Name Poblat talaiòtic de Sant Agustí, „Talaiotisches Dorf von Sant Agustí“) ist die archäologische Fundstätte einer der Talayot-Kultur zugerechneten prähistorischen Siedlung in der Gemeinde Es Migjorn Gran im Süden der Baleareninsel Menorca. Sie war in ihrer Blütezeit zwischen 850 v. Chr. und der römischen Invasion im Jahre 123 v. Chr. eine der größten Siedlungen der Insel. Funde belegen, dass sie noch bis ins Mittelalter bewohnt war. Bis 2015 gab es keine archäologischen Grabungen in der prähistorischen Siedlung.

## Lage
Sant Agustí Vell liegt etwa zwei Kilometer südwestlich des Ortsrandes von Es Migjorn Gran, 150 m südlich der Schlucht von Binigaus. Vom Meer ist es etwa 1,2 Kilometer entfernt. Der bequemste Zugang erfolgt über die ME-18 nach Sant Tomàs. Von Es Migjorn Gran kommend fährt man in die zweite nach rechts abgehende Schotterstraße, wo man auf eine Informationstafel trifft, an der man das Fahrzeug abstellen kann. Auf einem alten Feldweg erreicht man die Fundstätte zu Fuß innerhalb von zwanzig Minuten. Der Weg ist nicht ausgeschildert.
Die Fundstätte ist frei zugänglich. Schautafeln des Consell Insular de Menorca geben dem Besucher Informationen.
In einer Entfernung von 550 m Luftlinie, aber getrennt durch die Schlucht von Binigaus, steht ein weiterer Megalithbau, das Hypostyl Es Galliner de Madona.

## Beschreibung
Auf einem Areal von etwa 2000 m² gibt es zwei Talayots aus der frühen Eisenzeit, der sogenannten talayotischen Epoche (850–550 v. Chr.), sowie weitere in megalithischer Bauweise errichtete Gebäude wie Wohnhäuser aus der posttalayotischen Zeit (550–123 v. Chr.). Aus dieser Epoche stammen auch die Reste des Taula-Heiligtums.

### Die Talayots
Talayots sind als Namensgeber der talayotischen Epoche prägende Bauwerke der prähistorischen Architektur auf Mallorca und Menorca. Es handelt sich dabei um aus großen Steinen ohne Mörtel errichtete Türme, die auf Menorca zumeist massiv ausgeführt sind. Ihre Funktion ist nicht restlos geklärt. Die Mehrheit der Archäologen geht davon aus, dass sie zur Kontrolle eines Territoriums und zur Kommunikation zwischen benachbarten Siedlungen dienten.

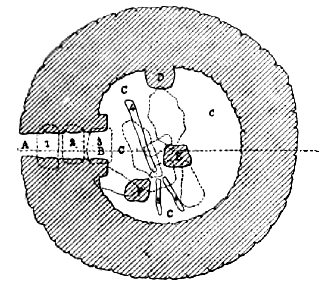
Grundriss des östlichen Talayots nach Émile Cartailhac

Sant Agustí Vell besitzt zwei Talayots, wobei besonders der gut erhaltene östliche, der auch „Talaiot des Ses Bigues de Mara“ (Talayot mit Balken aus Mastixholz) genannt wird, eine Besonderheit darstellt: Er enthält einen runden Innenraum, der durch einen nach Süden gerichteten Zugang über einen 3,20 m langen und 2,30 m hohen Korridor betreten werden kann. Die Decke aus Steinplatten und originalen Dachbalken aus – wie Analysen ergeben haben – dem Holz eines Olivenbaums, der um 880 v. Chr. gefällt wurde, wird von zwei freistehenden Säulen des westmediterranen polylithischen Typs (gestapelte Säulen, die sich nach unten verjüngen) getragen. Der Raum hat einen Durchmesser von 7,0 m und ist 4,15 m hoch. An der Ostseite des Talayots befindet sich ein verschütteter zweiter Zugang, der wahrscheinlich in eine Kammer über dem Innenraum führte, die heute nicht mehr erhalten ist. Der äußere Durchmesser des Talayots beträgt 13,20 m. 2017 begannen mehrjährige Grabungen, die sich auf ein Gebäude konzentrieren, das direkt an die Südwand des Talayots angrenzt.
Der westliche Talayot steht 59 m vom östlichen entfernt und 7 m tiefer. Er ist aus konzentrischen Kreisen von Steinen gebaut und besitzt einen Durchmesser von 18,20 m. Wahrscheinlich besitzt auch er einen Innenraum. Dieser ist aber nicht zugänglich.
Noch weiter westlich, gibt es eine Reihe aus fünf Sitjots (in den felsigen Untergrund geschlagene Wasserspeicher), die zur Sicherheit mit großen Steinen gefüllt sind.  

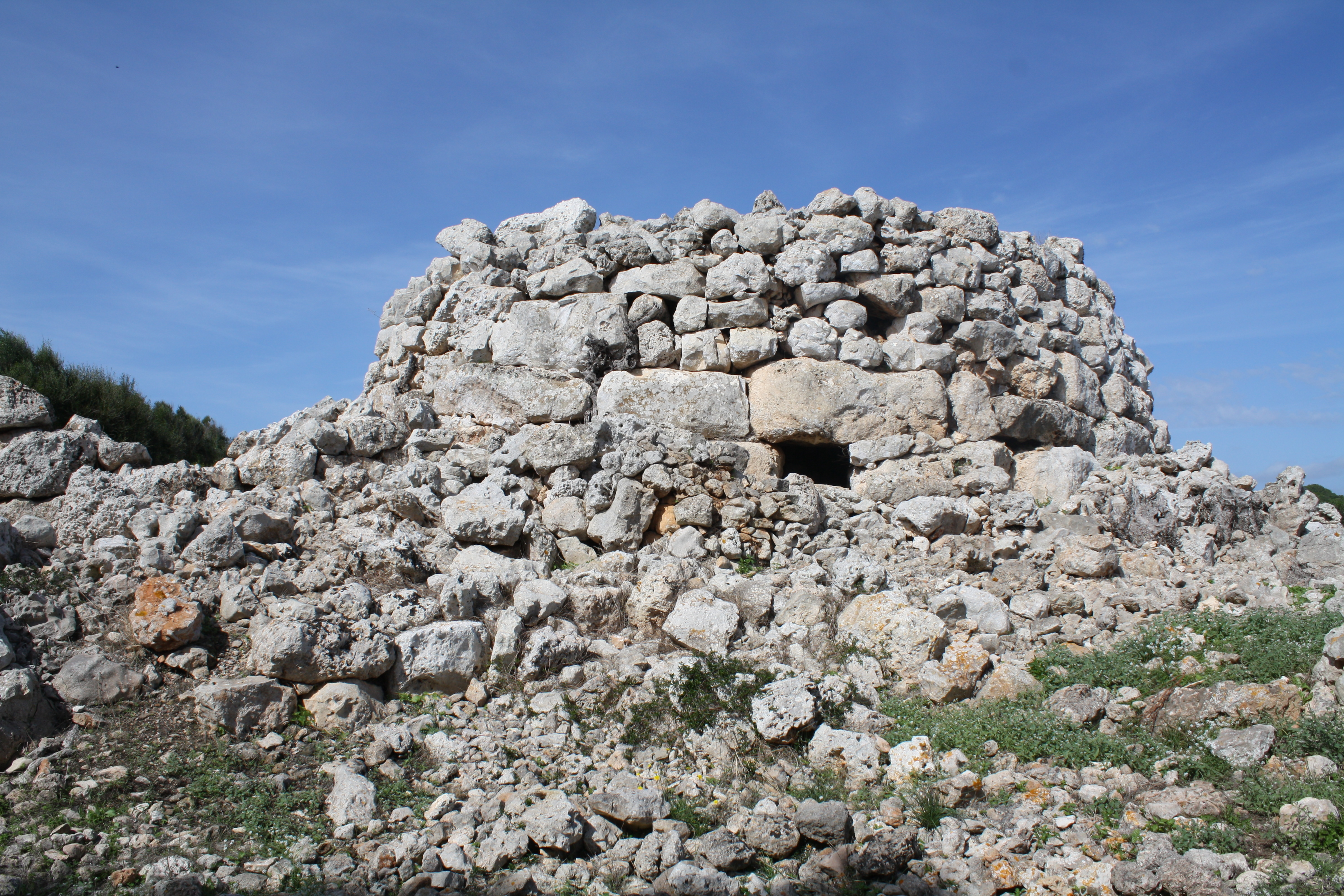
Östlicher Talayot. In der Mitte der verschüttete zweite Zugang
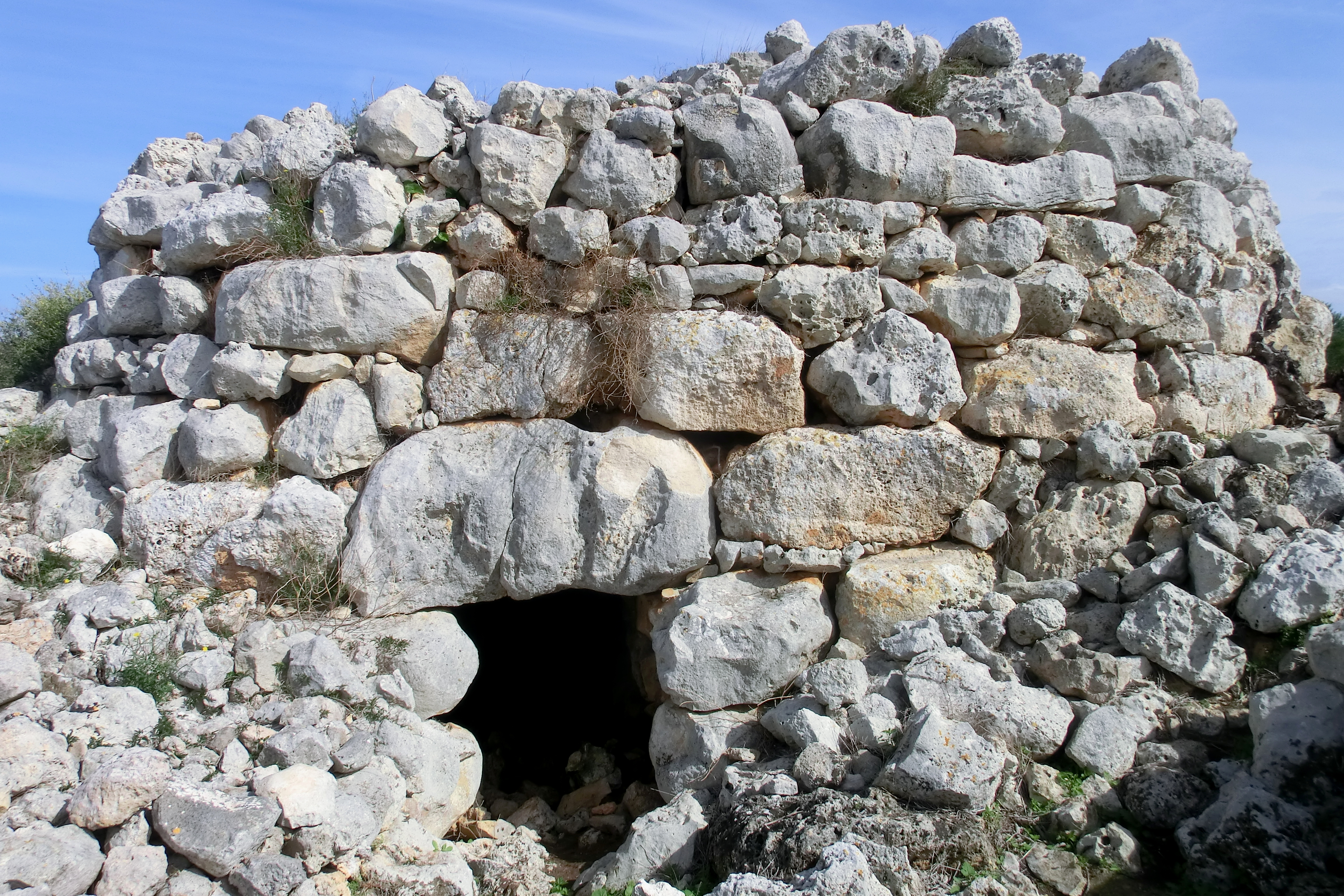
Südlicher Zugang zum östlichen Talayot
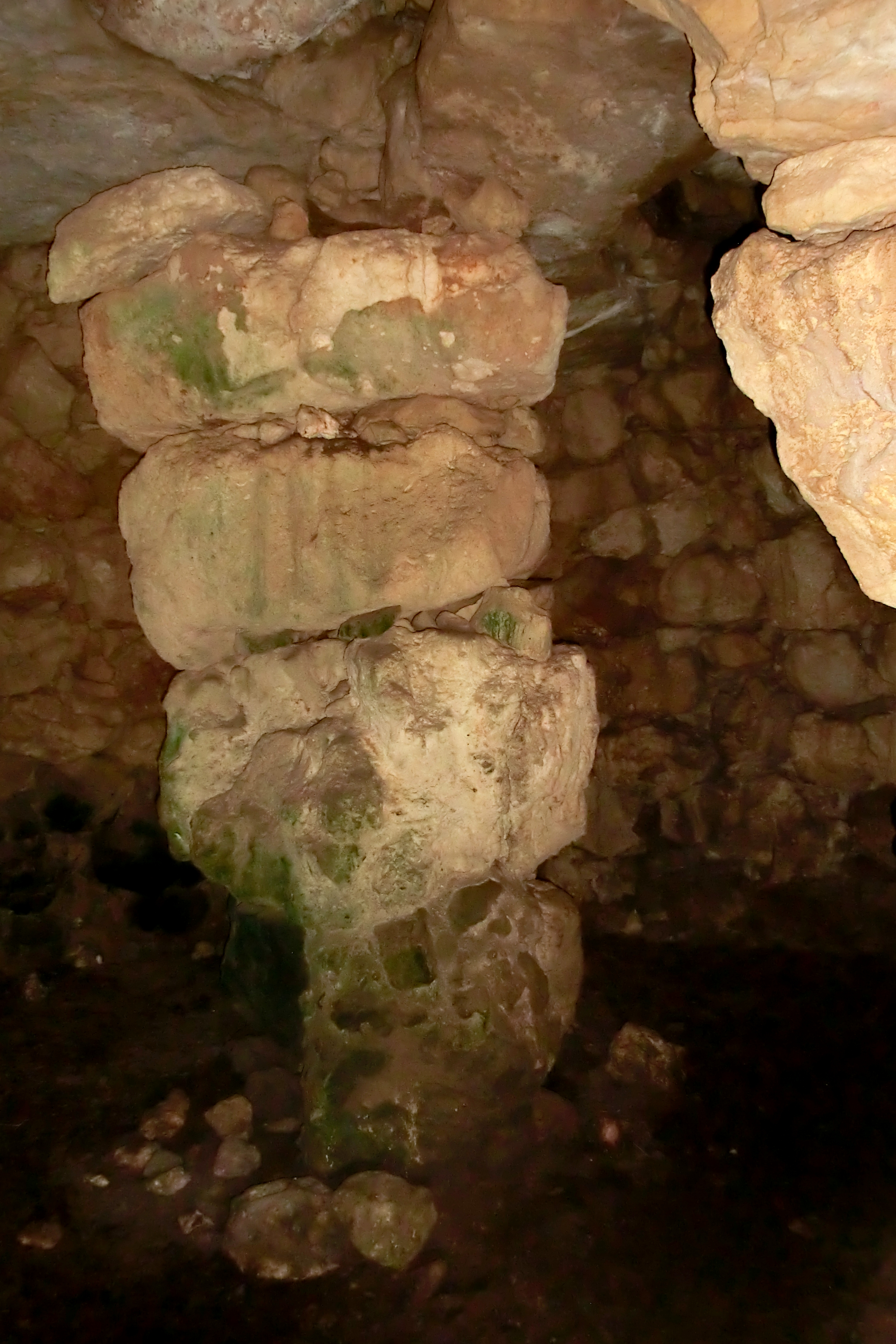
Eine der polylithischen Säulen im Innenraum
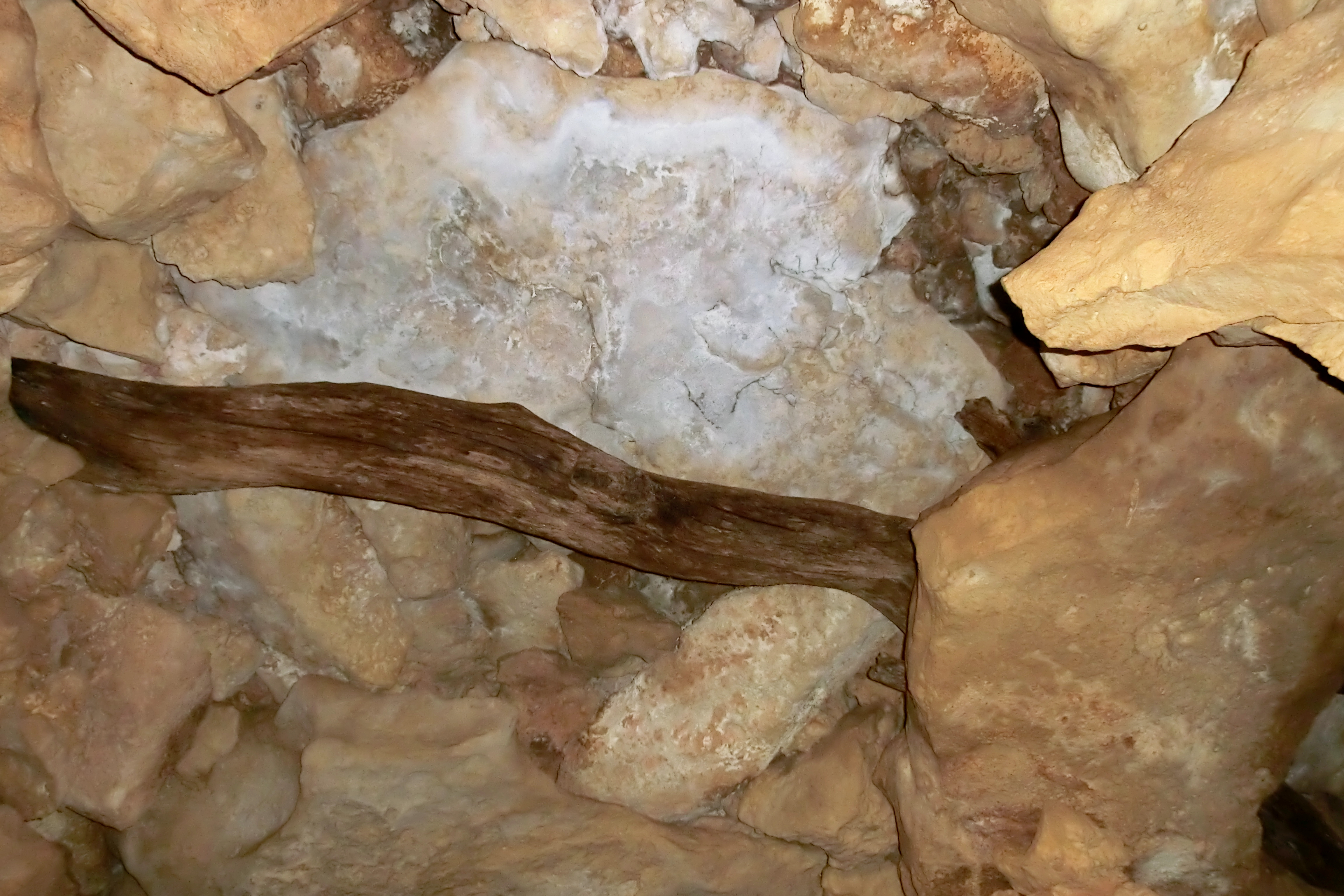
Die Decke des Innenraums mit hölzernem Balken
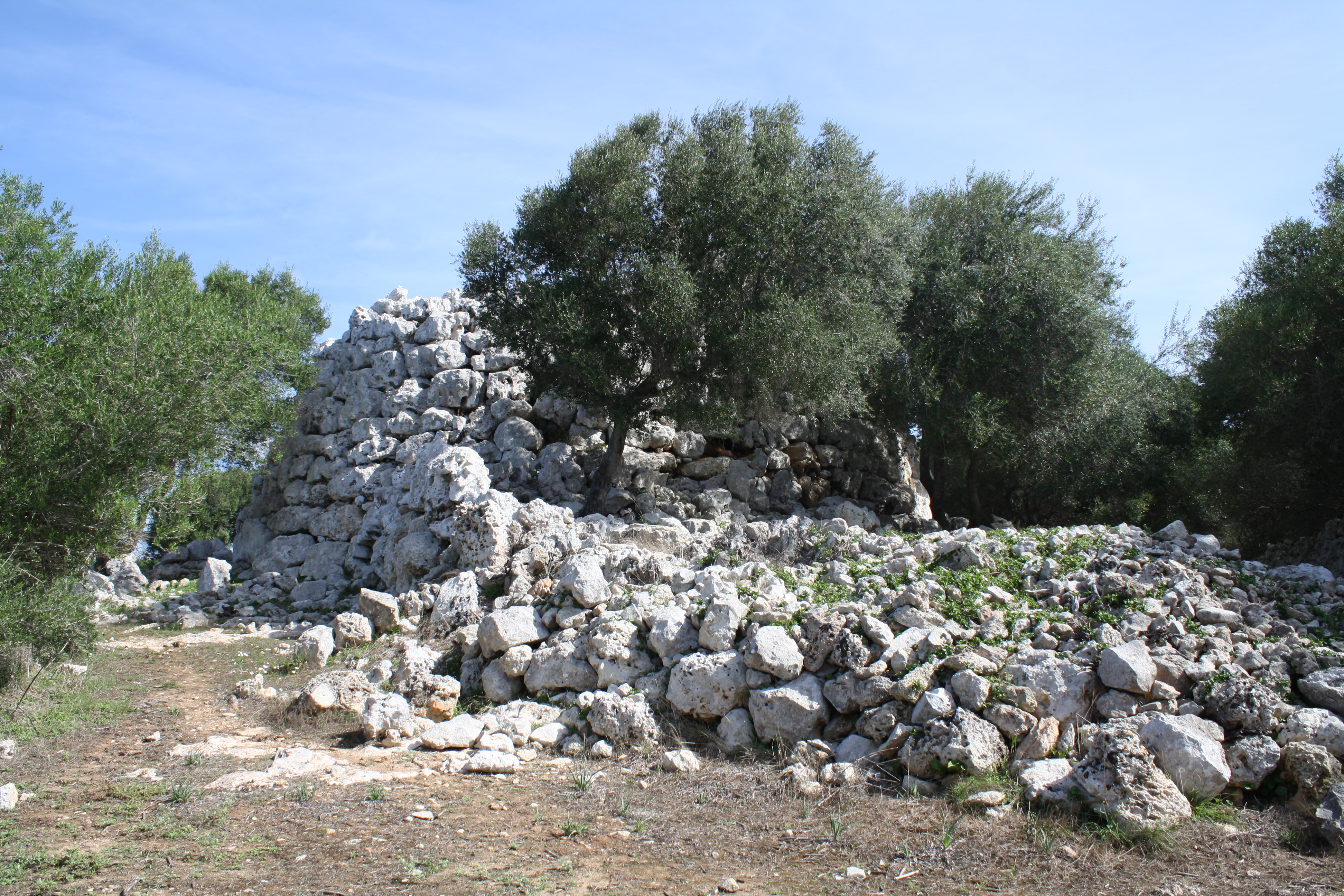
Westlicher Talayot
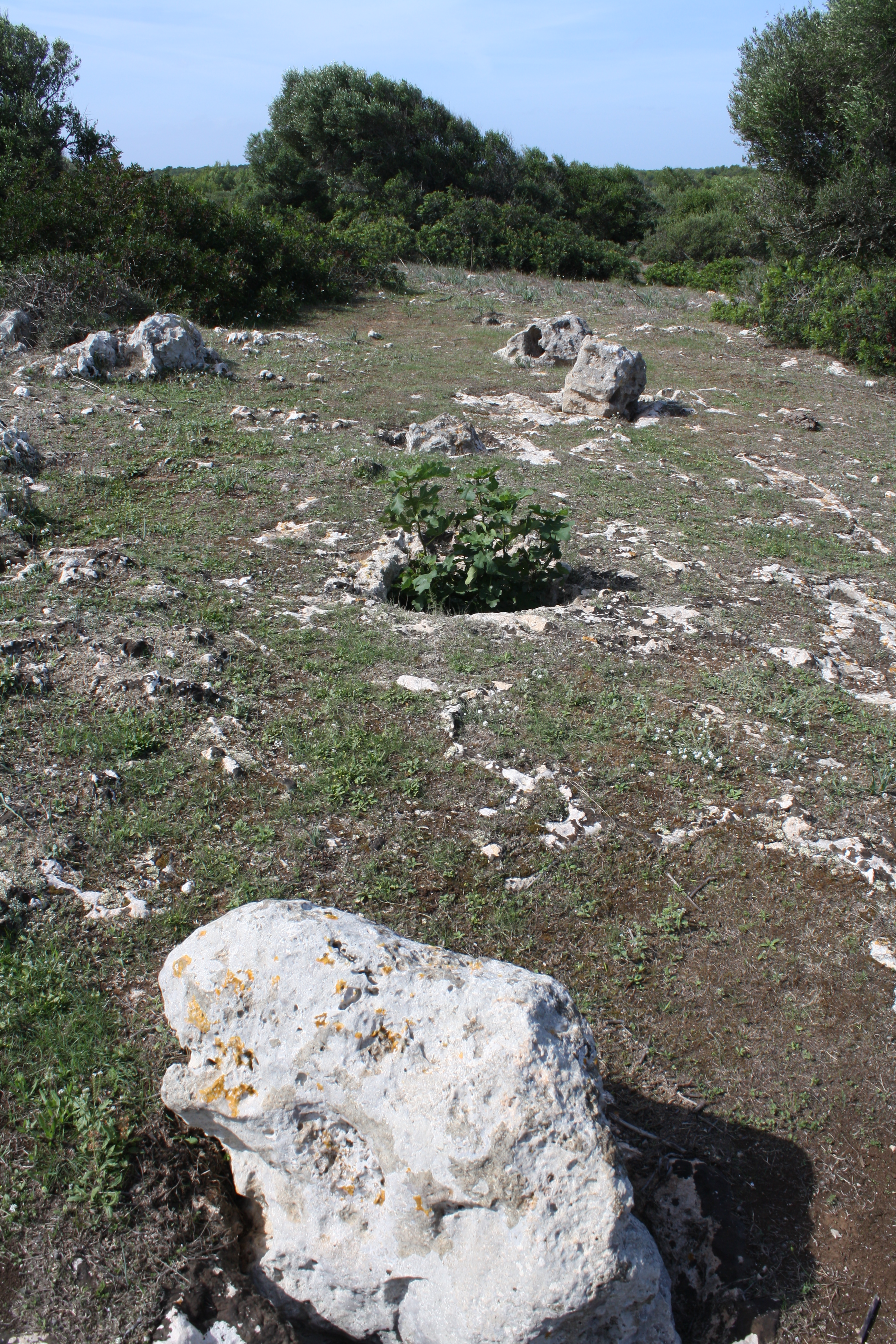
Sitjots

### Das Taula-Heiligtum

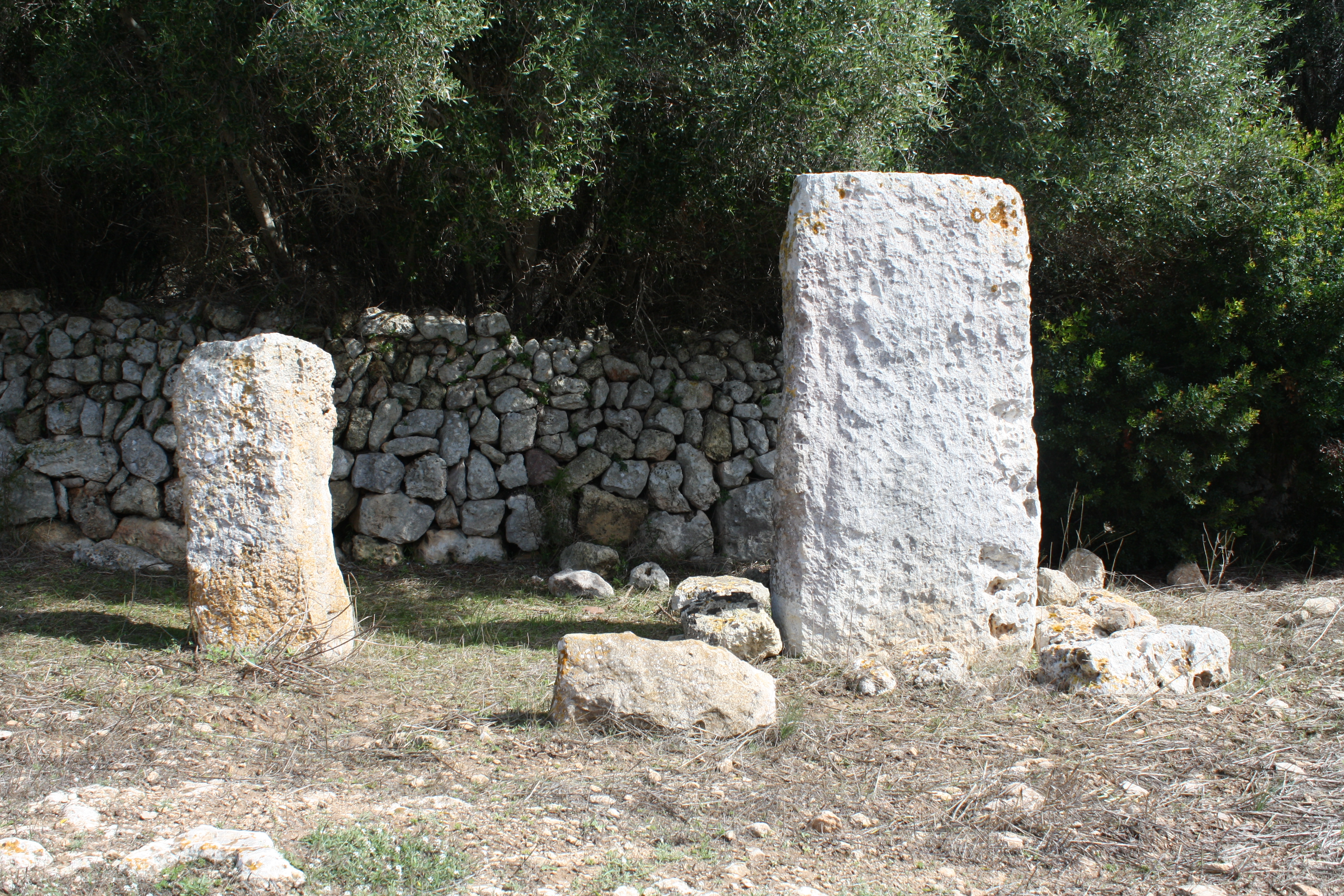
Der zwei Meter hohe Pfeiler der Taula (rechts)

Taula-Heiligtümer wurden ausschließlich auf Menorca gefunden. Es handelt sich um hufeisenförmige Bereiche mit leicht konkaver Fassade, in deren Mitte zwei Monolithe in Form eines „T“ übereinandergelegt sind. Der tragende Pfeiler passt sich dabei in eine Vertiefung des Kapitells ein. In den Taula-Heiligtümern hat man Asche und Tierknochen gefunden, was darauf schließen lässt, dass hier Brandopfer gebracht wurden. Taulas stammen aus posttalayotischer Zeit. Sie werden zwar gewöhnlich in der Nähe von Talayots gefunden, sind aber später als diese entstanden. 
Die Taula von Sant Agustí Vell befindet sich etwa 150 m südlich des westlichen Talayots, wo auch Reste von Wohnhäusern erhalten sind. Die umfassende Mauer ist nicht mehr vorhanden, und von der Taula steht nur noch der Pfeiler. Dieser ist 2,05 bis 2,20 m hoch, 1,00 bis 1,24 m breit und 24 bis 36 cm dick.
In unmittelbarer Nähe der beiden Talayots wurde ein Bereich gefunden, der von manchen Archäologen für ein zweites Taula-Heiligtum gehalten wird. Das ist aber umstritten, da die hier stehende „Taula“ sehr klein und das Bestehen von zwei Taulas in einer Siedlung sehr ungewöhnlich ist. Die Frage, ob es sich hier um ein Taula-Heiligtum handelt, wird nur durch archäologische Grabungen geklärt werden können.

### Posttalayotische Häuser

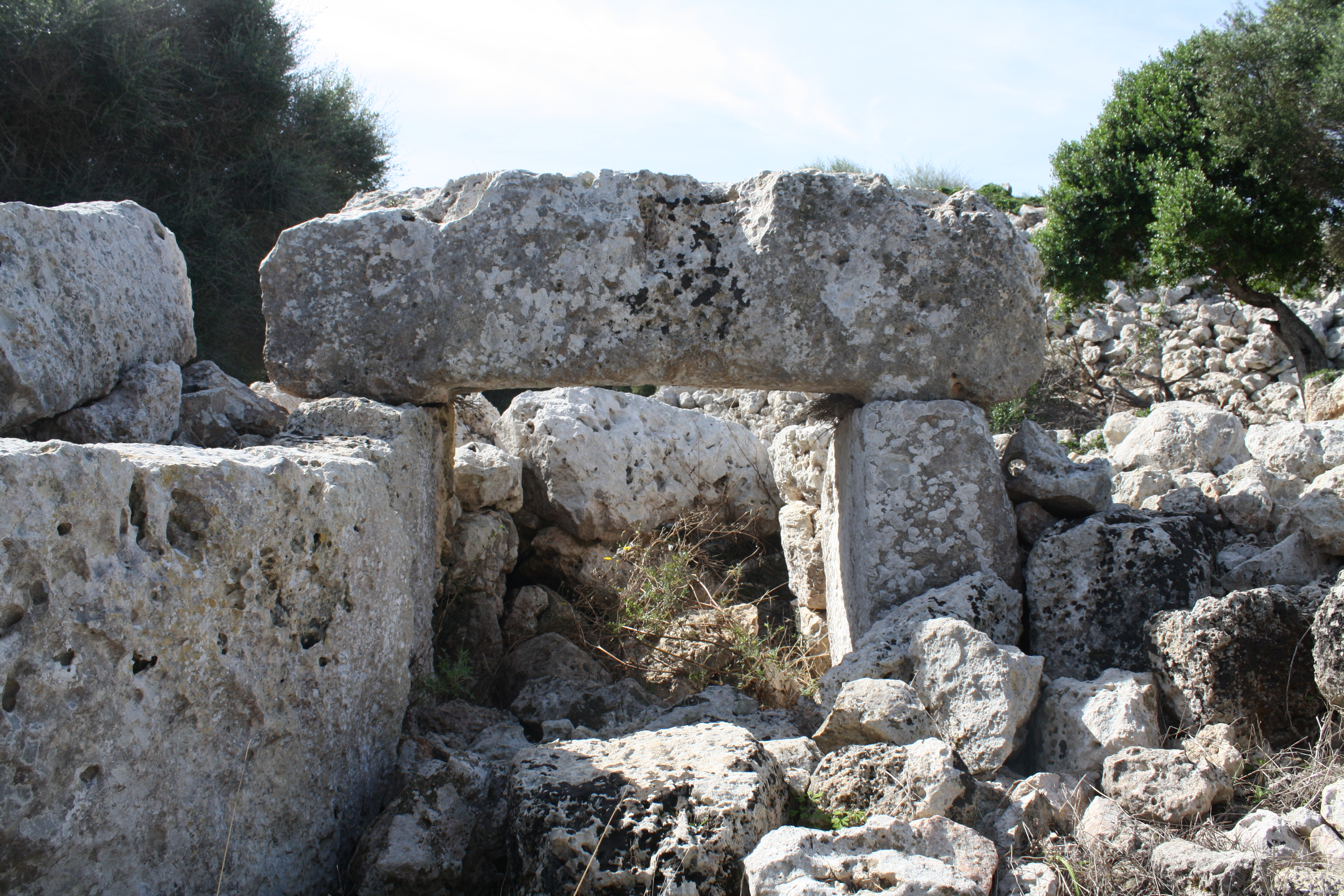
Tor eines Rundhauses

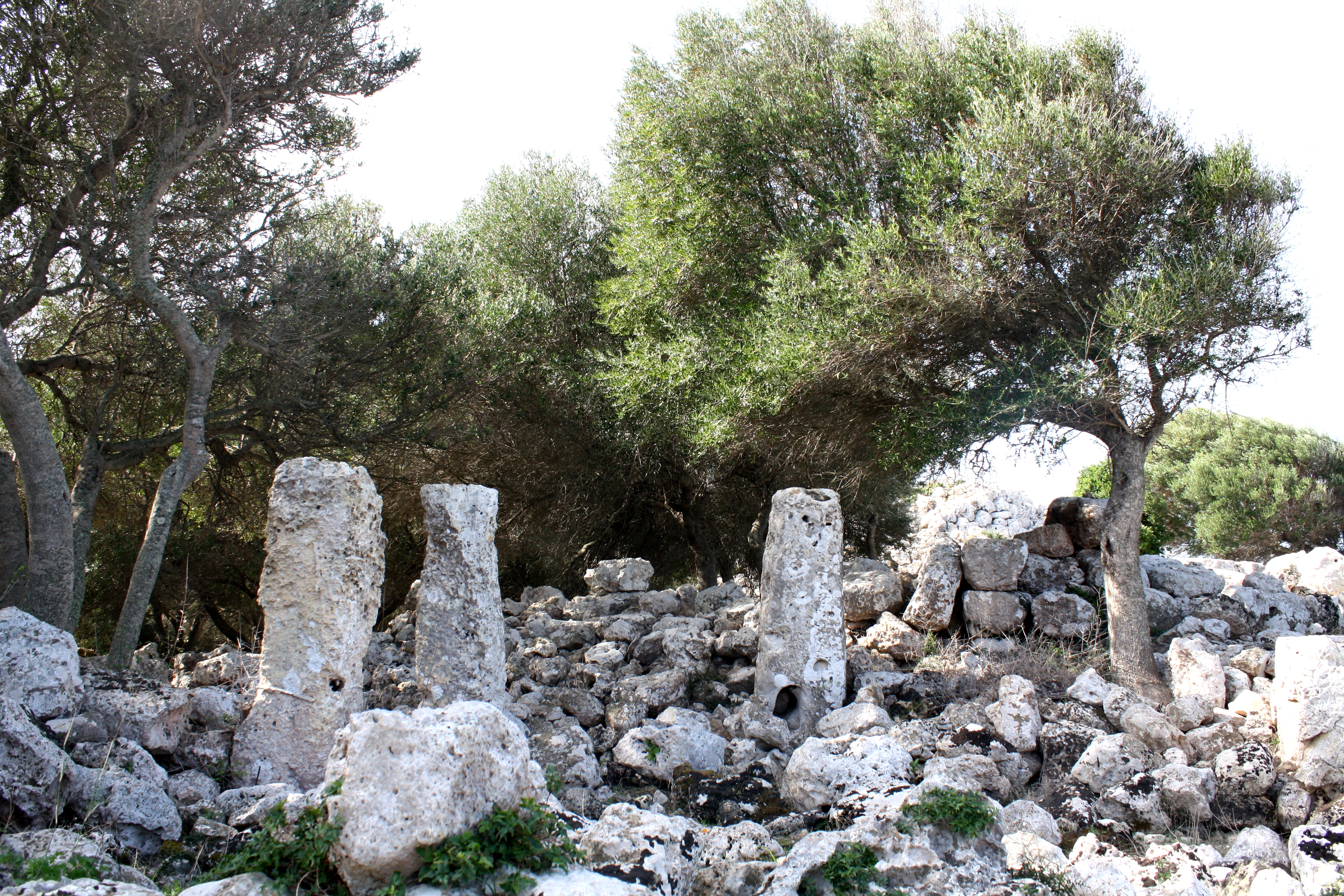
Ruine eines Rundhauses

Die am besten erhaltenen Wohnhäuser in Sant Agustí Vell sind drei monumentale Rundhäuser (Cercles) nordöstlich des westlichen Talayots. Zwei davon sind relativ gut erhalten und zeigen den für Menorcas späte Eisenzeit typischen runden Grundriss mit einem Innenhof. Die Außenmauer eines solchen Hauses ist doppelwandig, wobei für die Innenseite kleinere Steine Verwendung fanden als für die Außenseite. Das Haus wird durch einen Zugang mit Sturz betreten, der durch einen kurzen Korridor in den Innenhof führt, der üblicherweise von fünf Pfeilern eingefasst wird. Alle Räume des Hauses sind um diesen Hof angeordnet.
Obwohl die Häuser nicht ausgegraben und nicht restauriert wurden, sind die Außenmauern der Cercles gut zu erkennen. Einige der Pfeiler und ein Eingangstor stehen noch. Ein angegliederter Säulensaal (Hypostyl), der als Stall oder Lagerraum diente, ist eingestürzt.
Weitere vier Häuser mit annähernd dreieckigem Grundriss sind radial an den östlichen Talayot gebaut.

### Hypogäen
An der südlichen Peripherie der Siedlung von Sant Agustí Vell wurden drei unterirdische Grabbauten (Hypogäen) gefunden. Zwei stammen aus der talayotischen Zeit, während das dritte, noch unvollendete Hypogäum auf die letzten Jahre der Talayot-Kultur datiert worden ist.

## Denkmalschutz
Sant Agustí Vell wurde bereits 1931 zum historischen Denkmal erklärt. Die heutige Registriernummer als Kulturgut (Bien de Interés Cultural) ist RI-55-0000698.
Die Fundstätte gehört zu den 24 archäologischen Stätten, die seit 2023 als „Talayotisches Menorca“ zum Weltkulturerbe zählen.